# Ликово (Бабаєвський район)
Ликово — присілок в Бабаєвському районі Вологодської області Росії.
Входить до складу Борисовського сільського поселення (з 1 січня 2006 року по 13 квітня 2009 року входила в Новолукінське сільське поселення).
Відстань автодорогою до районного центру Бабаєво — 79 км, до центру муніципального утворення села Борисово-Судське по прямій — 12 км. Найближчі населені пункти — с. Задній Двір, с. Іоніно, с. Шогда. Станом на 2002 рік проживав 16 чоловік.